# Pseudicius philippinensis
Pseudicius philippinensis là một loài nhện trong họ Salticidae. Loài này được phát hiện ở Filipijnen.